# Stella Kjerulf
Stella Josephine Kjerulf Lütcherath (31. marts 1888 i København – 2. november 1960) var en dansk skuespillerinde der medvirkede i revyer, kabareter og et mindre antal stumfilm. Hun var humorist.

## Filmografi
- 1913 – Lykkens lunefulde Spil (instruktør Sofus Wolder)
- 1914 – Husassistenten (instruktør Holger-Madsen)
- 1914 – Millionær for en Dag (som Lazarus' livsledsagerske; instruktør Robert Dinesen)
- 1914 – Ægteskab og Pigesjov (instruktør August Blom)
- 1914 – De Ægtemænd! (som Amanda, en pige; instruktør A.W. Sandberg)
- 1915 – Susanne i Badet (som "Musse", en livlig pige; instruktør Lau Lauritzen Sr.)
- 1920 – Atlantas Knaldsucces (instruktør Kaj Mervild)
- 1921 – Atlantas Bortførelse (som Atlanta, rullekonedatter; instruktør Kaj Mervild)

## Udvalgte teaterforestillinger
- 1910 – Alle go'e gange tre (Varieté Teatret)
- 1912 – Den trådløse (Scala revy)
- 1914 – Det er på Frederiksberg (Fønix Teatret)
- 1915 – Den lille storstad (Vennelyst Teater Århus)
- 1919 – Takt og Tone (Scala revy)
- 1929 – Scala-revyen

Desuden en længere række revyer i Tivoli og Charlottenlund samt Riddersal-kabareten.